# Gonneville-sur-Honfleur
Gonneville-sur-Honfleur är en kommun i departementet Calvados i regionen Normandie i norra Frankrike. Kommunen ligger i kantonen Honfleur som ligger i arrondissementet Lisieux. År 2022 hade Gonneville-sur-Honfleur 855 invånare.

## Befolkningsutveckling
Antalet invånare i kommunen Gonneville-sur-Honfleur
Referens: INSEE